# 米奈娃·麥
米奈娃·麥（英語：Minerva McGonagall），是英國作家J·K·羅琳的奇幻小說《哈利·波特》系列中的虛構人物。小說內的人物一般以「麥教授」稱呼她。麥教授於霍格華茲魔法與巫術學院任職，她既是變形術教授，同時也是葛來分多學院導師與阿不思·鄧不利多手下的副校長，以及鳳凰會的成員，為鄧不利多最堅定的支持者之一。在鄧不利多校長遇刺身亡後，麥教授作為代理校長盡力保護學校不被黑魔法勢力侵蝕，直到賽佛勒斯·石內卜接任後，她才回任副校長。後來，霍格華茲師生在第二次巫師大戰中取得勝利，佛地魔被麥教授的學生哈利波特擊敗，她也升任為正式校長。麥教授在霍格華茲的教師團隊中是位無庸置疑的強者，她曾親自與佛地魔對打並倖存。
在《哈利波特》系列的改編電影中，麥教授的角色由女爵士瑪姬·史密芙飾演，瑪姬·史密芙把這個角色形容為「戴著巫師帽的珍·布羅迪小姐」，然而隨著電影劇情的進展，麥教授於電影中的戲份越來越少。
在怪獸系列電影《怪獸與葛林戴華德之罪》及《怪獸與鄧不利多的秘密》中，年輕的麥教授角色由費安娜·格拉斯科特飾演。電影的故事時間設定於1927年，與諸多小說相悖，對於此事官方已說明將重新設定麥教授的生平。

## 人物概述
麥教授名字中的「米奈娃」是代表著智慧的羅馬女神；而其姓氏則來自19世紀丹地（蘇格蘭東部港市）詩人威廉·托巴斯·麥。
米奈娃·麥出生於蘇格蘭，J·K·羅琳後來在訪談揭露其父母分別為羅拔·麥（Robert McGonagall）和伊澤貝爾·羅斯（Isobel Ross）。由於其母親是女巫而父親是麻瓜的關係，使米奈娃出生後成為了一個混血女巫。米奈娃在11歲時開始於霍格華茲接受教育，在經歷葛萊分多與雷文克勞學院之間有史以來最長的學院分配後，她被分派至葛萊芬多學院。米奈娃跟赫夫帕夫的同學帕莫娜·芽菜成為了朋友（後來成為了同事），並在當時的變形術教授阿不思·鄧不利多的指導下於變形術方面獲得了這種特殊才能。在這段時間裡，麥教授設法變成了一名化獸師，她能夠變成一頭虎斑貓，並提交了她的文件以進行正式註冊。她也是葛萊分多魁地奇球隊的一名熟練的成員。畢業後，米奈娃成為了魔法部魔法法律執法司的一名僱員，在那裡她遇到後來成為丈夫的埃爾芬斯通·厄夸特（Elphinstone Urquart）。後來米奈娃獲得升職，但遭到她的拒絕，並申請在鄧不利多之下於霍格華茲教授變形術。
1956年12月，米奈娃到霍格華茲任職。在霍格華茲工作期間，麥教授跟鄧不利多變得特別親近，二人是形影不離的朋友和同事，他也開始承認她是最信任的其中一個盟友。最終，麥教授成為變形術的學科負責人以及葛萊分多學院的學院教授並要求所有學生尊敬她。在前任校長阿曼多·狄劈退休，以及鄧不利多被任命成為校長後麥教授則成為副校長，成為開學宴會上負責著執行分類儀式的教授。儘管鳳凰會是佛地魔第一次巫師戰爭中的一支至關重要的力量，然而她並非鳳凰會最初組建的成員。在該次戰爭期間，麥教授失去了兄弟小羅拔·麥（Robert McGonagall Jr.），以及最喜歡的兩名學生詹姆·波特與莉莉·波特。隨著波特夫婦去世及佛地魔第一次倒台後，麥教授陪同鄧不利多和魯霸·海格把這次遭遇的唯一倖存者—哈利·波特送到位於薩里郡的德思禮一家交給他的阿姨和姨丈那裡。儘管麥教授對德思禮一家是「最糟糕的麻瓜」有所保留，但她明白由於哈利的教父天狼星·布萊克被陷害和監禁，使德思禮一家成為了這個嬰兒唯一的親屬。
在第一次巫師世界大戰後，米奈娃跟埃爾芬斯通結婚，但三年後他死於毒觸手（Venomous Tentacula）的螫傷，讓米奈娃成為了寡婦。

### 角色性格及能力
米奈娃·麥是小說中第一個出現的女巫。在故事情節中，麥教授被認為是一個魔法力量強大的女巫，她精通多種形式的魔法，尤其是變形術和施展咒語。她能夠在毋須施展咒語或者有時不使用魔杖的情況下使用某些魔法。麥教授是一名已註冊的化獸師，她可以隨意把自己變身成為一頭虎斑貓。
麥教授的形象是把黑髮束成高髻，並穿著鮮綠色長袍，她總是以嚴肅的表情示人。她所佩戴的方形眼鏡花紋就像是她所化身成虎斑貓的花紋，她特別喜愛蘇格蘭格子樣式的衣飾與用品，比方她的睡袍是蘇格蘭格子呢的樣式。根據作者羅琳表示，她是一名「有活力的」70歲老人。
在一些章節裡她的個性特質完全顯露無遺：
- 關心他人：如擔心當鄧不利多計劃把哈利留在他唯一生存的親戚——德思禮家族中會受到佛地魔手下食死人攻擊；
- 智力過人：由於修練成為化獸師的「化獸法」相當困難，一般需要幾年的時間才能掌握此魔法；
- 乾脆和粗魯的個性：她批評如魯霸·海格、西碧·崔老妮...等特定對象的時候；

麥教授以嚴肅和冷面笑匠的幽默感而著稱，她一直受到霍格華茲的同齡人和學生的敬愛擁戴，並獲得僅次於鄧不利多的地位。大部分學生們對麥教授第一印象通常是嚴厲、乾脆果斷且鐵面無私的老師。這樣的印象後來被證實是真的，但事實上她偶爾也會展現出隨和的一面，這通常會讓其他教授和學生們感到震驚。由於詹姆·波特與莉莉·波特也曾是其學生，因此她特別關心哈利·波特，她也經常以間接的方式協助哈利，並經常暗示了某些事為哈利取得好處，被哈利當成除了鄧不利多以外最信任的老師。她對魁地奇非常喜愛，身為葛來分多的學院導師，她一直支持著其學院的球隊，並對該球隊的練習進展感興趣，也曾因為葛來分多贏得魁地奇冠軍而高興不已，甚至感動落淚。
麥教授不僅是鳳凰會成員，更是阿不思·鄧不利多校長最堅定的支持者，她於鄧不利多過世後繼任其職務。

## 相關情節

### 神秘的魔法石
麥教授於開首章節裡首度登場，當時她整天在小惠因區的水蠟樹街4號守候著，直至她見到阿不思·鄧不利多，她於此時有能力在沒有魔杖幫助之下變成一隻貓，這立刻證明了她是一名化獸師。
1991年，鄧不利多向他最親密的同事和盟友透露，他會保留著讓尼樂·勒梅在得以的魔法石，並責成他的每個同事為這塊魔法石設計一種保護措施，而麥教授設計的保護措施就是一個真人大小的巫師西洋棋遊戲—巫師棋。哈利·波特於那一年在霍格華茲開始其第一年的教育，他被分派至葛來分多學院，由麥教授擔任導師。
當在哈利·波特從跩哥·馬份那裡取回奈威·隆巴頓的記憶球時，他憑著其所施展的高難度技巧以奪回記憶球，讓身為葛來分多學院導師的麥教授驚訝不已，使她立刻把波特推薦給其魁地奇球隊隊長奧利佛·木透，宣稱她已為球隊找到了新的搜捕手。她讓哈利得知其父親詹姆亦曾是一名出色的搜捕手，還曾擔任過英格蘭國家隊國手一事，使他對魁地奇更感興趣。儘管一年級學生通常不能加入球隊，然而她說服鄧不利多特准哈利加入了葛來分多學院的代表隊，成為一百年來最年輕的搜捕手。為了確保哈利能擁有自己的掃帚，她也請求鄧不利多同意讓哈利擁有飛天掃帚，麥教授還給哈利買了一把當時被譽為最好的飛天掃帚—光輪2000（Nimbus 2000），並把葛萊分多重奪學院盃的重任都寄於哈利身上（後來哈利也不負她的厚望，在學時多次奪下學院賽冠軍）。
在萬聖節盛宴期間，黑魔法防禦術教授奎里納斯·奎若打斷了所有人，警告所有人指山怪出現於地牢中。鄧不利多命令學生們回到宿舍，而他跟其他教授們則前往地牢。山怪並非在地牢中，然而教授們注意到樓上傳來了一陣喧鬧聲。眾人到達了女生洗手間被毀的現場，而山怪被哈利·波特及榮恩·衛斯理擊敗，同時拯救了他們的朋友妙麗·格蘭傑。妙麗為她的朋友承擔起責任，聲稱自己去尋找山怪但若非哈利及榮恩，她早就被殺了。麥教授從妙麗那裡給學院扣除了5分，但哈利及榮恩各得了5分，理由是「純粹的運氣」。
在該年的晚些時候，麥教授抓住了於下課的時候在城堡裡游盪的跩哥·馬份。馬份聲稱在海格那裡看到哈利，還有一條非法的幼龍。與此同時，妙麗跟奈威被學校管理員阿各·飛七抓住了，他們都被判罰留校。到學期末時，據透露跟佛地魔有關的奎若教授，他試圖把魔法石偷去，被哈利、榮恩和妙麗阻止了。由於三人的勇氣以及奈威·隆巴頓試圖站出來反對他們違反規則的勇敢，讓葛來分多學院最終贏得該年的學院盃。

### 消失的密室
接下來的學年開始，麥教授不得不處理哈利與榮恩在無法進入9¾月台並錯過了霍格華茲特快列車後把亞瑟·衛斯理的飛天汽車撞上了渾拚柳，並差點把魔法世界暴露給麻瓜民眾的事。麥教授在懲罰哈利與榮恩方面比起史萊哲林的學院教授—魔藥學大師賽佛勒斯·石內卜更為公平，只是把他們被罰留校而非把他們驅逐出學校。在該年的稍後時間，據說消失的密室之門經已被打開，由於是麻瓜出身的關係，這導致其學院裡的兩名學生妙麗·格蘭傑和柯林·克利維都給石化了。直至學年末，因為魔法部暫停了鄧不利多的職務，以致麥教授被迫擔任臨時校長。最後，她發現了史萊哲林繼承人的另一張紙條，上面寫著他把金妮·衛斯理帶進了密室。麥教授恐怕這將是霍格華茲的終結，並指出了新任黑魔法防禦術教授吉德羅·洛哈所謂的所有英雄行為，並強迫他找出密室並把金妮營救出來。哈利及榮恩進入了位於其中一個女生洗手間下方的洞穴，把金妮營救了出來。鄧不利多的寵物鳳凰佛客使把葛萊分多寶劍交給哈利，讓哈利在牠的協助之下擊敗了蛇妖。在這次遭遇中，哈利在不知不覺中以蛇妖的毒牙摧毀了佛地魔的第一個分靈體—湯姆·瑞斗的日記。隨著蛇妖被擊敗後，密室便關閉了，鄧不利多也恢復其職務，並指派麥教授準備慶祝宴會。

### 阿茲卡班的逃犯
在該學年之初，麥教授把一個時光器交給妙麗，好讓她能夠同時修讀多門課程。天狼星·布萊克從阿茲卡班越獄後潛入霍格華茲城堡，並能夠到達葛來分多公共休息室。由於奈威·隆巴頓因經常健忘而寫下的密碼清單，這顯然使布萊克能夠進入其中。在催狂魔的襲擊導致哈利的掃帚—光輪2000被毀後，哈利收到了由其教父天狼星所送的火閃電（Firebolt）。然而，麥教授卻因為假設它是被天狼星詛咒送來而把它沒收，在認為該掃帚安全後便歸還給哈利。麥教授於該年親眼目睹其學院贏得他們多年來的第一個魁地奇盃，這讓她公開地流下喜悅的淚水。

### 火盃的考驗
在該學年，霍格華茲宣布將會舉辦三巫鬥法大賽，並會為波巴洞魔法學校和德姆蘭魔法學校提供住宿安排。儘管未成年和裝備不足，哈利還是獲選為三巫鬥法大賽的冠軍代表。麥教授擔心其學生的安全，並懇求鄧不利多和魔法部代表老巴堤·柯羅奇把哈利從比賽中除名但不果。麥教授因此把其課教室借給哈利、榮恩和妙麗，好讓他們為三巫鬥法大賽的第三個也是最後一個任務進行練習。在冠軍賽結束和西追·迪哥里去世後，麥教授陪同鄧不利多跟石內卜一起從食死人小巴堤·柯羅奇手中把哈利救出，後者一直偽裝成新任黑魔法防禦術教授阿拉特·穆敵，以作為讓佛地魔復活計劃的一部分。據透露，小柯羅奇把哈利的名字放進火盃中，並施加魔法迫使哈利參與比賽。小柯羅奇更把三巫鬥法大賽的獎盃變成港口鑰以將哈利運送至小漢果頓的墓地，在那裡以他的血來使佛地魔復活。麥教授被指示看守著小柯羅奇，但無法阻止魔法部部長康尼留斯·夫子派出的催狂魔殺掉，以試圖阻止巫師公眾對佛地魔歸來的大規模歇斯底里。魔法部開始了一場針對哈利與鄧不利多的抹黑運動，平息了任何關於佛地魔回歸的謠言，並因此結果淡化了西追·迪哥里的死訊。

### 鳳凰會的密令
由於佛地魔的回歸，麥教授最終跟其同事鄧不利多、石內卜和海格以及前同事雷木思·路平與阿拉特·穆敵一起加入了重新組建的鳳凰會。回到霍格華茲後，麥教授面臨著魔法部任命的黑魔法防禦術教授桃樂絲·恩不里居的挑戰。儘管其他霍格華茲的教職員都害怕她，但麥教授毫不畏懼地明顯展現出她對恩不里居及其方式的厭惡和憎惡。恩不里居開始接管學校，並宣稱魔法部部長康尼留斯·夫子任命自己為「總督察」。她試圖干涉麥教授的工作事務，甚至想代替校長行使任免教師的權力，使麥教授當眾嚴厲地駁斥她。
儘管麥教授是一名嚴師，然而她經常暗示某些事為哈利取得好處，其中一個例子是她於哈利五年級的時候時警告他指魔法部正監視著霍格華茲。考慮到恩不里居拒絕讓學生學習黑魔法防禦術，麥教授對哈利、榮恩和妙麗組建鄧不利多的軍隊以教導同學如何自衛，她對此表示支持。由於鄧不利多缺席的情況，恩不里居把自己任命為校長，而非麥教授。當恩不里居闖進生涯諮詢的時候，在她不斷打斷哈利指他永遠不會成為魔法部的正氣師後，麥教授終於對她動怒了。麥教授與恩不里居大聲爭吵，並把哈利拉到一邊，宣布她會協助哈利實現他成為正氣師的夢想，即使那是她能為他做的最後一件事。
在試圖保護海格免於被恩不里居解僱的同時，麥教授還來不及抽出魔杖就遭到恩不里居的正氣師以昏擊咒襲擊並擊中其胸膛而倒下，她被送往聖蒙果醫院。這讓霍格華茲的師生均對恩不里居更為不滿，畢竟麥教授是一位得到全體師生尊敬的女巫。後來幸好她的復原能力很不錯，其氣色相當好。麥教授直至神秘事務司之戰後才回到霍格華茲授課，而佛地魔回歸的事實被世人知曉。麥教授向參與神秘事務司之戰的學生，包括哈利、榮恩、妙麗、奈威和金妮，以及雷文克勞的學生露娜·羅古德，給他們每人的學院各予嘉獎50分，以表彰他們向魔法界對佛地魔的歸來發布警告。
在恩不里居被強行帶離霍格華茲校園時，麥教授也在場，她指自己若非其傷勢阻止她的話，她會加入惡作劇精靈皮皮鬼輪流以拐杖和粉筆驅趕恩不里居的行列，而許多學生也跑到入口大廳看著恩不里居一直飛奔出去。麥教授有氣無力地告誡了幾聲之後，便靠往教職員餐桌的椅子；有人還清楚聽到她遺憾地說，可惜她不能親自去送恩不里居教授，因為皮皮鬼把她的枴扙借走了；而當皮皮鬼想要把水晶吊燈拆下來的時候，麥教授還偷偷地協助牠。

### 混血王子的背叛
麥教授是凱蒂·貝爾被詛咒後哈利、榮恩和妙麗最早求助的人之一，她請石內卜及飛鼠調查貝爾觸碰而導致她被詛咒的項鍊。石內卜阻止了詛咒的蔓延，哈利也承認他的理論指跩哥·馬份應該對此負責。然而，他的理論被駁回了。那年晚些時候，麥教授在天文塔之戰中跟食死人艾朵·卡羅決鬥，她後來才得知石內卜殺死了鄧不利多。麥格最初原被任命為校長，麥教授最初原被任命為代理校長，但她在佛地魔掌權後操控學校並任命賽佛勒斯·石內卜繼任為校長後被降職—她還是繼續擔任副校長、葛萊分多學院導師及變形學教授的職務。

### 死神的聖物
儘管霍格華茲被食死人佔領，然而麥教授仍留在學校，以確保一眾學生不會受到傷害。該年晚些時候，當哈利、榮恩和妙麗回到霍格華茲尋找雷文克勞的王冕時，麥教授也在場。當她發現艾米克·卡羅試圖闖進雷文克勞塔時，他聲稱其妹艾朵·卡羅在裡面。麥教授打開了公共休息室，發現艾朵在那裡昏迷不醒。艾米克透露他曾被警告過哈利會試圖闖入雷文克勞塔，並承認他會把責任推給宿舍裡的學生。當麥教授拒絕並且被艾米克朝她臉上吐口水時，哈利憤怒地暴露了自己，並在露娜的協助下讓兄妹二人失去了行動能力。麥教授隨後擊敗了石內卜以及將他逐出霍格華茲，並開始保衛學校的措施。她責成奈威和西莫摧毀木橋以防止搶奪者潛入校園。麥教授後來協助把年幼的學生疏散至活米村，並讓潘西·帕金森和所有贊成把哈利交給佛地魔以換取他們性命的人離開。她在場目睹哈利徹底地擊敗佛地魔，並且是除了榮恩、妙麗和金妮之外，成為第一批祝賀他的其中一人。

#### 後續
霍格華茲大戰結束後，麥教授正式被任命為霍格華茲的校長，她並獲新任魔法部部長金利·俠鉤帽給她授予梅林一等勳章。由於奈威·隆巴頓於草藥學的天賦，因此麥教授最終聘請了他擔任新的教授，並選他擔任葛萊分多學院的新任學院導師。她後來得知石內卜是哈利的秘密保護者，石內卜殺死鄧不利多亦是應他的要求，便獨排眾議，宣布將石內卜的畫像擺到校長室，與其他歷任校長的遺像並列，以嘉許其勇氣，並承認石內卜作為前校長的身分。。
據《吟遊詩人皮陀故事集》以及舞台劇《被詛咒的孩子》，還有後來J·K·羅琳於訪談中提及，麥教授於霍格華茲大戰後成為霍格華茲的正式校長，直到哈利波特的小兒子阿不思·賽佛勒斯·波特入學時仍然在任。

## 評價
《IGN》把麥教授列為該電影系列最佳角色中的第18位，並指出：「作為葛萊分多學院的院長和霍格華茲的副校長，麥教授可以是一個紀律嚴明的人。她很快把行為不端的學生踢出課堂，並在情況允許下扣除學院積分。但她也可以有點像你的那個酷阿姨—那個有時會讓你擺脫一些惡作劇的人。這就是麥教授的可愛之處。」
《WatchMojo》把麥教授列為系列中的第九佳角色，並指：「霍格華茲的變形學教授、葛萊分多學院院長與鳳凰會的成員，麥教授是一位嚴厲和具有強烈責任感的女強人，她讓她的學生遵守拘留的威脅，但在極少數情況下也有較柔軟的一面，不僅僅是當她把自己變成一隻貓的時候。隨著事態發展，米奈娃·麥即使在霍格華茲大戰中面對著佛地魔，她是個擁有強大魔法力量的強大女巫。」瑪姬·史密芙對這個角色的詮釋也受到了很多讚譽，作者J·K·羅琳指自己一直把這位女演員想像成麥教授的角色。儘管如此，史密芙表示她在電影製作時感覺不太自在，而且「感覺不像演戲」，但她說自己樂於參與到這部系列電影，因為這讓她跟孫兒們建立了聯繫。2007年，史密芙被診斷出患有乳腺癌並且在拍攝的期間陷入了掙扎，但她於2009年全面康復。
麥教授在《怪獸與葛林戴華德之罪》電影中於霍格華茲任教，但對粉絲而言極具爭議，因為這個角色根據粉絲考證還沒有出生。

## 外部連結
- 米勒娃·麦 （页面存档备份，存于）在哈利波特中文維基的條目
- 互联网电影数据库上米奈娃·麥的资料（英文）